# Meisneria
Meisneria là chi thực vật có hoa trong họ Mua.